# Antoni Pawlak (sportowiec)
Antoni Pawlak (ur. 13 czerwca 1951 w Łodzi) – polski sztangista, medalista mistrzostw świata i Europy, żołnierz, olimpijczyk z Montrealu 1976 i Moskwy 1980. Instruktor sportu.
Syn Romana Franciszka i Leokadii Grzelczak, absolwent szkoły zawodowej, sztangista (170 cm, 60 kg) wagi piórkowej (60 kg) ŁKS (1967-1969) i Orła Łódź (1970-1980), wychowanek trenera Jana Bochenka.
Mistrz Polski w kategorii piórkowej w latach 1975–1977, 1979, 1981.
Brązowy medalista mistrzostw świata w Moskwie w 1975 roku. Trzykrotny brązowy medalista mistrzostw Europy w: Moskwie (1975), Belgradzie (1980), Lublanie (1982).
Na igrzyskach olimpijskich w Montrealu wystartował w wadze piórkowej. Nie ukończył zawodów (nie zaliczył żadnej próby w podrzucie).
Na igrzyskach w Moskwie zajął 4. miejsce w wadze piórkowej.